# Paul Bracewell
Paul William Bracewell (* 19. Juli 1962 in Heswall) ist ein ehemaliger englischer Fußballspieler und -trainer. Der zumeist im defensiven Mittelfeld eingesetzte dreifache englische Nationalspieler gewann 1985 mit dem FC Everton die englische Meisterschaft und den Europapokal der Pokalsieger. Dazu stand er gleich viermal in einem FA-Cup-Finale, siegte aber in keinem davon. Unmittelbar nach dem Ende seiner aktiven Laufbahn war er kurzzeitig Trainer von Profimannschaften, hatte dabei aber sowohl beim FC Fulham als auch bei Halifax Town wenig Fortune.

## Spielerlaufbahn

### Vereinskarriere

#### Stoke City (1980–1983)
Bracewell entstammte der Nachwuchsarbeit von Stoke City und im Februar 1980 wurde er in die Profiabteilung befördert. Er war eines von einer Reihe vielversprechender Talente der „Potters“ zu dieser Zeit, zu denen mit Adrian Heath und Lee Chapman zwei weitere spätere englische Meister zählten. Im März 1980 gab Bracewell als Einwechselspieler gegen die Wolverhampton Wanderers (0:3) seinen Einstand für den von Alan Durban trainierten Erstligisten und bei der 0:1-Niederlage in Anfield gegen den FC Liverpool im Monat darauf stand er erstmals in der Startelf. Bereits kurz nach seinem 18. Geburtstag reifte der ehemalige Kapitän der Jugendmannschaft von Stoke in der Saison 1980/81 zum Stammspieler heran. Dies lag hauptsächlich daran, dass nach dem Autounfall von Sammy Irvine eine Lücke im zentralen Mittelfeld entstanden war, die der beidfüßig veranlagte, zweikampf- und passstarke Neuling nun zu schließen in der Lage war. Bis zum Sommer 1983 etablierte er sich auf seiner Position in der obersten englischen Spielklasse, brachte es zudem zum englischen U-21-Nationalspieler und folgte für eine Ablösesumme von 250.000 Pfund seinem Ex-Trainer Durban zum AFC Sunderland.

#### Über Sunderland zum FC Everton (1983–1989)
Die Saison 1983/84 war die erste von drei „Sunderland-Perioden“ in Bracewells aktiver Laufbahn, denn nach einem nur einjährigen Gastspiel beim ersten Zusammentreffen sollte er zu späteren Zeitpunkten seiner Karriere noch einmal zu den „Black Cats“ zurückkehren. Ende Mai 1984 ging es für ihn zunächst für 425.000 Pfund zum ambitionierten Ligakonkurrenten FC Everton und dort lieferte er in der Saison 1984/85 auf Anhieb die besten Leistungen in seiner Karriere ab. Gemeinsam mit Peter Reid, Kevin Sheedy und Trevor Steven bildete er das Mittelfeld einer sehr erfolgreichen Mannschaft, die im Frühjahr 1985 die englische Meisterschaft und den Europapokal der Pokalsieger gewann. Nur im FA Cup zog er beim 0:1 gegen Manchester United den Kürzeren, was den Anfang für gleich vier verlorene englische Pokalendspiele in seiner Karriere markierte. Im Jahr darauf unterlag Bracewell mit den „Toffees“ schließlich dem Lokalrivalen FC Liverpool gleichsam im FA-Cup-Finale und im Kampf um den Ligatitel, was aber weniger an den weiter beständigen Darbietungen von Bracewell gelegen hatte.
Für einen empfindlichen Rückschlag sorgten anschließende Verletzungen, die nicht nur seiner Laufbahn in der englischen Nationalmannschaft ein plötzliches Ende bereiteten. Auch für den FC Everton kam er bis zum Ende der Saison 1987/88 nicht ein einziges Mal in einem Ligaspiel zum Einsatz, weshalb ihm auch eine Meistermedaille nach dem Gewinn der englischen Meisterschaft 1987 vorenthalten blieb. In der Saison 1988/89 gelang ihm schließlich das ersehnte Comeback und zur Jahreswende sowie gegen Ende der Spielzeit festigte er seinen Status im defensiven Mittelfeld wieder ein wenig. Dazu stand er bei der erneuten Pokalniederlage gegen den FC Liverpool (2:3 n. V.) wieder in der Startelf, wurde dort aber bereits nach knapp einer Stunde für den späteren Doppeltorschützen Stuart McCall ausgetauscht. Im August 1989 kehrte er dann für 250.000 zum AFC Sunderland zurück, das mittlerweile in die zweite Liga abgestiegen war.

#### Sunderland, Teil 2 & Newcastle United (1989–1995)
In Sunderland verhalf er der Mannschaft im Frühjahr 1990 zum Erreichen der Playoff-Spiele und obwohl er dort im Finale gegen Swindon Town mit 0:1 unterlag, stieg das Team nach dem Bekanntwerden finanzieller Unstimmigkeiten in Swindon „am grünen Tisch“ auf. Der Aufenthalt in der englischen Eliteklasse dauerte jedoch nur ein Jahr an und als Vorletzter ging es auf direktem Weg wieder zurück in die Zweitklassigkeit. In seinem dritten und zunächst letzten Jahr in Sunderland erreichte er das vierte Mal in seiner Karriere ein FA-Cup-Endspiel und erneut war der FC Liverpool der Gegner, der letztlich mit 2:0 die Oberhand behielt. Etwas bitter war für die Anhänger dazu im anschließenden Sommer 1992 Bracewells Transfer ausgerechnet zum Lokalrivalen Newcastle United.
Mitentscheidend für den Wechsel war gewesen, dass Bracewell nicht den gewünschten Zweijahresvertrag erhielt und da ihm Newcastles neuer Trainer Kevin Keegan sogar einen Kontrakt mit einer dreijährigen Laufzeit anbot, zögerte der Umworbene nicht lange. Befürchtungen wiederum, dass die Anhänger in Newcastle Probleme mit dem Ex-Spieler des Rivalen haben könnten, erwiesen sich bereits nach zehn Minuten im ersten Spiel gegen Southend United (3:2) als gegenstandslos, als Bracewell auf Anhieb ein Tor gelang. Mit seiner aggressiven und ausdauernden Mittelfeld- und Abwehrarbeit brachte er Stabilität ins Spiel der „Magpies“ und hatte dabei vor allem als Absicherung für offensiver orientierte Spieler wie Gavin Peacock, Rob Lee, Scott Sellars und Peter Beardsley einen hohen Stellenwert innerhalb des Teams. An seinen Spitznamen „Iceman“ kam er während seiner Zeit in Newcastle dadurch, dass er aufgrund seiner ständigen Knöchelprobleme nach jedem Spiel die Schmerzen mit Eis kühlte. Am Ende seines ersten Jahrs in Newcastle stand der Aufstieg als Zweitligameister 1993 in die Premier League und auch in der zweiten Saison war er zumeist im Abwehrzentrum „erste Wahl“. Dabei schoss er am 27. April 1994 gegen Aston Villa (5:1) sein erstes und einziges Premier-League-Tor und am Ende gelang über den überraschenden dritten Platz die Qualifikation für den UEFA-Pokal. Ein Einsatz dort blieb ihm jedoch verwehrt und eine schwere Beckenverletzung sorgte letztlich dafür, dass Bracewells drittes Jahr in Newcastle sein letztes blieb. Im Sommer 1995 heuerte er ein drittes Mal in Sunderland an und diente dabei seinem ehemaligen Mannschaftskameraden Peter Reid neben seinen Aufgaben auf dem Platz zusätzlich als Kotrainer.

#### Sunderland, Teil 3 & FC Fulham (1995–1999)
Mit seiner Erfahrung von nun 33 Jahren war er trotz weiterer Blessuren verlängerter Arm von Reid und Schlüsselspieler in einer Mannschaft, die als vorjähriger „Fast-Absteiger“ nun über die Zweitligameisterschaft in die oberste englische Spielklasse aufstieg – nur acht Ligaspiele hatte Bracewell dabei verpasst. Wie allerdings schon sechs Jahre zuvor, konnte er mit Sunderland auch in diesem Fall den Klassenerhalt im ersten Jahr nicht bewerkstelligen, wenngleich der Abstieg 1997 mit 40 Punkten knapper ausfiel. Dabei wurde aber auch deutlich, dass er aufgrund seines fortgeschrittenen Fußballeralters auf höchster Ebene nicht mehr so gut Schritt halten konnte und nach drei Spieltagen in der Saison 1997/98 fand er mit dem FC Fulham in der dritten Liga einen neuen Verein.
In Fulham hatte sein Ex-Trainer Keegan gemeinsam mit Ray Wilkins in der beginnenden Ära von Mohamed Al-Fayed die sportliche Leitung übernommen und Bracewell arbeitete – wie schon in Sunderland – in ähnlicher Funktion im Trainerstab. Enttäuschend verlief jedoch die erste Saison 1997/98, da der mit großer Energie anvisierte erste Aufstieg in die zweite Liga wegen der Playoff-Niederlage gegen Grimsby Town misslang. In seiner letzten aktiven Saison 1998/99 gewann er mit den „Cottagers“ aber überlegen mit 101 Punkten die Drittligameisterschaft und als Kevin Keegan neuer englischer Nationaltrainer wurde, folgte ihm Bracewell im Mai 1999 als Cheftrainer nach.

### Englische Nationalmannschaft
Bereits als 13-facher englischer U-21-Auswahlspieler hatte sich Bracewell nachhaltig für höhere Aufgaben empfohlen und beim Gewinn der Europameisterschaft 1984 in allen sechs Pflichtspielen vom Viertelfinale bis zum Endspiel gegen Spanien in der Startelf gestanden. Als er dann Mitte der 1980er-Jahre beim FC Everton an der Seite von Peter Reid zu einem der besten zentral-defensiven Mittelfeldspieler reifte, berief ihn Nationaltrainer Bobby Robson für eine Länderspielreise nach Mexiko im Juni 1985. Dort kam er beim 3:0-Sieg gegen Deutschland in der Spätphase des Spiels für Bryan Robson zu einem Kurzeinsatz. Es folgten gegen die USA (5:0) und im November 1985 in der WM-Qualifikation gegen Nordirland (0:0) noch zwei weitere Partien von Beginn an, aber die Hoffnungen in Bezug auf eine mögliche Teilnahme an der bevorstehenden WM 1986 in Mexiko erfüllten sich nicht, da er sich im Training eine derart schwere Verletzung zuzog, dass er fast zwei Jahre außer Gefecht gesetzt wurde. Anschließend konnte er an seine vormaliges Niveau auch nach dem Comeback nicht mehr anknüpfen und fortan blieb er bei den „Three Lions“ unberücksichtigt.

## Trainerstationen
Bracewells erste Station als hauptverantwortlicher Trainer im Profifußball stand unter keinem guten Stern. Dies lag zunächst daran, dass er bei seinen zahlreichen Neuverpflichtungen für den FC Fulham mit Ausnahme von Lee Clark nur wenig Glück hatte und als noch junger Trainer, der als ehemaliger Spieler eher durch athletische Vorzüge aufgefallen war und sich in dieser Hinsicht auch Respekt erworben hatte, war ihm das Charisma seines Vorgängers fremd. In der ersten Zweitligaspielzeit des FC Fulham nach 13 Jahren waren die Erwartungen der Fans nach den gezeigten Offensivleistungen im Jahr zuvor hoch und als Bracewell mehr Wert auf taktische Disziplin und eine defensivere Grundordnung legte, sorgte dies rasch für Unstimmigkeiten. Als dann die guten Resultate ausblieben und die Mannschaft im Dezember 1999 in acht aufeinander folgenden Spielen mit Ausnahme eines Eigentors keinen Treffer erzielte, kündigte sich der Abschied noch vor Ende der Saison 1999/2000 an. Ein Platz im oberen Mittelfeld war angesichts der hohen Ansprüche nicht ausreichend, was Ende März 2000 zu seiner Entlassung führte – interimistisch übernahm Karl-Heinz Riedle, den Bracewell noch zuvor an die Themse gelockt hatte, seine Nachfolge, bevor mit Jean Tigana vor Beginn der Spielzeit 2000/01 der gewünschte „große Name“ für Fulham seinen Dienst antrat.
Gleich zwei Spielklassen tiefer fand Bracewell dann im Oktober 2000 mit Halifax Town einen neuen Klub. Dort konnte Bracewell zwar für den gewünschten Klassenerhalt sorgen, aber seine Ära sollte sich – unter anderem mit Transfers von Spielern wie Neil Redfearn – als äußerst kostspielig erweisen, was im Nachhinein als mitverantwortlich für die späteren finanziellen Probleme im Klub gemacht wurde. Dazu kam eine sensationelle 0:2-Heimniederlage im FA Cup gegen den unterklassigen FC Gateshead und als die im Sommer 2001 für teures Geld verpflichteten Paul Harsley und Andy Woodward sowie der verletzungsanfällige Dominic Ludden nach dem Auftaktsieg gegen Lincoln City F.C. für kein weiteres Erfolgserlebnis sorgten, trat Bracewell zwei Tage nach einer 0:2-Heimpleite gegen Oxford United Ende August 2001 von seinem Amt zurück. Am Ende hatte er mit Halifax Town lediglich elf von 41 Partien gewonnen.
Seine Cheftrainerlaufbahn im Profifußball war nach diesen Misserfolgen faktisch beendet; später arbeitete er noch zwei Jahre lang als Trainer für die englische Jugendnationalmannschaft.

## Titel/Auszeichnungen
- Europapokal der Pokalsieger (1): 1985
- Englische Meisterschaft (1): 1985
- Charity Shield (2): 1984, 1985
- U-21-Europameisterschaft (1): 1984